# 12e cérémonie des Saturn Awards
La 12e cérémonie des Saturn Awards, récompensant les films sortis avant 1985 — en grande partie en 1984 — et les professionnels s'étant distingués, s'est tenue en 9 juin 1985.

## Palmarès
Les lauréats sont indiqués ci-dessous en premier de chaque catégorie et en gras.

### Meilleur film fantastique
- SOS Fantômes (Ghostbusters)
  - Greystoke, la légende de Tarzan (Greystoke: The Legend of Tarzan, Lord of the Apes)
  - L'Histoire sans fin (The NeverEnding Story)
  - Indiana Jones et le Temple maudit (Indiana Jones and the Temple of Doom)
  - Splash (Splash)

### Meilleur film d'horreur
- Gremlins
  - Dreamscape
  - Charlie (Firestarter)
  - Les Griffes de la nuit (A Nightmare on Elm Street)
  - Créature (Creature)

### Meilleur film de science-fiction
- Terminator (The Terminator)
  - Dune (Dune)
  - Starman (Starman)
  - 2010 : L'Année du premier contact (2010)
  - Star Trek 3 : À la recherche de Spock (Star Trek III: The Search for Spock)

### Meilleure réalisation
- Joe Dante pour Gremlins
  - James Cameron pour Terminator
  - Ron Howard pour Splash
  - Leonard Nimoy pour Star Trek 3 : À la recherche de Spock
  - Steven Spielberg pour Indiana Jones et le Temple maudit (Indiana Jones and the Temple of Doom)

### Meilleur acteur
- Jeff Bridges dans Starman
  - George Burns dans Oh, God! You Devil!
  - Harrison Ford dans le rôle du docteur Indiana Jones pour Indiana Jones et le Temple maudit (Indiana Jones and the Temple of Doom)
  - Arnold Schwarzenegger dans Terminator
  - William Shatner dans Star Trek 3 : À la recherche de Spock

### Meilleure actrice
- Daryl Hannah pour le rôle Madison dans Splash
  - Karen Allen dans Starman
  - Nancy Allen dans Philadelphia Experiment
  - Linda Hamilton dans Terminator
  - Helen Slater dans Supergirl

### Meilleur acteur dans un second rôle
- Tracey Walter dans La Mort en prime
  - John Candy pour le rôle de Freddie Bauer dans Splash
  - John Lithgow dans Les Aventures de Buckaroo Banzaï à travers la 8e dimension
  - Dick Miller dans Gremlins
  - Robert Preston dans Starfighter

### Meilleure actrice dans un second rôle
- Polly Holliday dans Gremlins
  - Kirstie Alley dans Runaway : L'Évadé du futur
  - Judith Anderson dans Star Trek 3 : À la recherche de Spock
  - Grace Jones dans Conan le Destructeur
  - Mary Woronov dans La Nuit de la comète

### Meilleur(e) jeune acteur ou actrice
- Noah Hathaway dans L'Histoire sans fin
  - Drew Barrymore dans Charlie
  - Corey Feldman dans Gremlins
  - Jsu Garcia dans Les Griffes de la nuit
  - Jonathan Ke Quan pour le rôle de Demi-Lune dans Indiana Jones et le Temple maudit (Indiana Jones and the Temple of Doom)

### Meilleur scénario
- Terminator - James Cameron et Gale Anne Hurd
  - Les Aventures de Buckaroo Banzaï à travers la 8e dimension - Earl Mac Rauch
  - Gremlins - Chris Columbus
  - Indiana Jones et le Temple maudit (Indiana Jones and the Temple of Doom) - Willard Huyck et Gloria Katz
  - La Mort en prime - Alex Cox

### Meilleurs costumes
- Dune (film) - Bob Ringwood
  - 2010 : L'Année du premier contact - Patricia Norris
  - Greystoke, la légende de Tarzan - John Mollo
  - Indiana Jones et le Temple maudit (Indiana Jones and the Temple of Doom) - Anthony Powell
  - Star Trek 3 : À la recherche de Spock - Robert Fletcher

### Meilleurs effets spéciaux
- Chris Walas - Gremlins
  - Barry Nolan - Dune
  - Ralph Winter - Star Trek 3 : À la recherche de Spock
  - Lawrence E. Benson - Créature
  - Richard Edlund - 2010 : L'Année du premier contact

### Meilleure musique
- Gremlins - Jerry Goldsmith
  - Les Muppets à Manhattan - Ralph Burns
  - L'Histoire sans fin - Klaus Doldinger et Giorgio Moroder
  - Purple Rain - Michel Colombier
  - Terminator - Brad Fiedel

### Meilleur maquillage
- Terminator - Stan Winston
  - Dune - Giannetto De Rossi
  - Gremlins - Greg LaCava
  - Indiana Jones et le Temple maudit (Indiana Jones and the Temple of Doom) - Tom Smith
  - Splash - Robert J. Schiffer

### Prix spéciaux

#### George Pal Memorial Award
- Douglas Trumbull

#### Presidents's Award
- Jack Arnold